# International Council for Archaeozoology
Der International Council for Archaeozoology (ICAZ) ist eine Non-Profit-Organisation, die sich zum Ziel gesetzt hat, die internationale archäozoologische Forschung zu fördern und die Kommunikation zwischen den Wissenschaftlern dieses Faches zu fördern. Der ICAZ hat mehr als 500 Mitglieder in 50 Staaten. Wichtigstes Mittel der Kommunikationsförderung sind die Konferenzen, wobei die Organisation alle vier Jahre eine internationale Konferenz abhält (bisher 12), alle zwei Jahre sogenannte International Committee Meetings. Zudem erscheint im Frühjahr und Herbst jeweils eine Ausgabe des ICAZ Newsletter. 
Da die Archäozoologie ein enormes Spektrum umfasst, wurden temporäre und dauerhafte Arbeitsgruppen eingerichtet. Derzeit (Stand: 2023) bestehen 19 dieser Arbeitsgruppen, die wiederum eigene Konferenzen abhalten.

## Geschichte
Der ICAZ geht auf die Konferenz Domestikationsforschung und Geschichte der Haustiere zurück, die 1971 in Budapest stattfand. Sie gilt als erste ICAZ International Conference, die zweite Konferenz dieser Art fand 1974 in Groningen statt. Während dieser Konferenz wurde ein erster Entwurf der Statuten fertiggestellt.
Das erste Treffen des Internationalen Komitees, zu dieser Zeit noch ein eher informelles Treffen von Organisatoren der internationalen Konferenzen, fand im September 1976 während des 9. Kongresses der Union Internationale des Sciences Préhistoriques et Protohistoriques in Nizza statt, bei dem ein Satz von Statuten promulgiert wurde. 1990 wurde auf der Konferenz in Washington, D.C. erörtert, inwiefern einer Organisation mit Mitgliedern nicht der Vorzug gegeben werden sollte. Daher wurden 1995 in Cambridge neue Statuten erarbeitet. Sie wurden im August 1997 nach einigen Überarbeitungen vom Internationalen Komitee angenommen und 2002 durch ein Votum der Mitglieder erweitert. Das Komitee wurde nunmehr von den Mitgliedern gewählt. Die Anerkennung als Non-Profit-Organisation erfolgte in den USA im Jahr 2014. Heute bestehen zwei Komitees, nämlich das Executive Committee und das International Committee. Letzteres besteht aus den Mitgliedern des Executive Committee und 35 von den Mitgliedern gewählten Wissenschaftlern.